# Kapelmeester
Een kapelmeester is iemand die de leiding heeft bij het uitvoeren van muziek. Het is de vertaling van het Italiaanse maestro di capella of het Duitse Kapellmeister.

## Algemeen
De hofkapel was het centrum van muzikale activiteiten tijdens de middeleeuwen. Het woord kapelmeester refereert dus aan iemand die muziek mag maken in een kapel. Oorspronkelijk waren het vooral componisten die op een dergelijke post werden benoemd.
Een kapelmeester was vaak in dienst van de adel of van de kerk. Een benoeming tot kapelmeester was een grote eer voor componisten en onderstreepte de kwaliteit van de componist.

## Betekenisverandering
De benaming kapelmeester heeft in de 19e eeuw een andere klank gekregen. Enerzijds was het in de Duitstalige landen een algemene term voor dirigenten, anderzijds werd het daarbuiten vooral een term waarmee men de dirigenten van harmonie- en fanfareorkesten ging aanduiden.
Ook verscheidene strijdmachten kennen een kapelmeester, soms ook als afzonderlijke militaire rang. De Koninklijke Militaire Kapel en de Luchtmachtkapel in Nederland en in België de Koninklijke Muziekkapel van de Marine en de Koninklijke Muziekkapel van de Belgische Luchtmacht hebben een kapelmeester.
De Duitse benaming Kapellmeister is tegenwoordig in gebruik als een soort eretitel voor dirigenten die orkesten leiden.

## Historische kapelmeesters
Onder meer de volgende componisten mochten de titel van kapelmeester voeren:
- Alonso Lobo (1555-1617) was kapelmeester van de Kathedraal van Toledo en de Kathedraal van Sevilla in Spanje.
- Claudio Monteverdi (1567-1643) was kapelmeester aan de San Marco te Venetië.
- Michael Praetorius (1571-1621) was kapelmeester in Wolfenbüttel vanaf 1604.
- Samuel Scheidt (1587-1653) was kapelmeester voor de markgraven van Brandenburg.
- Heinrich Ignaz Franz von Biber (1644-1704) was kapelmeester in Salzburg vanaf 1684.
- Georg Muffat (1653-1704) was kapelmeester voor de bisschop van Passau van 1690 tot zijn dood.
- Agostino Steffani (1653-1728) was kapelmeester van 1688 tot 1698 aan het hof van Hannover.
- Johann Kaspar Ferdinand Fischer (??-1746) was vanaf 1695 kapelmeester voor Lodewijk Willem van Baden.
- Johann Ludwig Bach (1677-1731), een achterneef van J.S. Bach, was kapelmeester in Meiningen.
- Georg Philipp Telemann (1681-1767) diende als kapelmeester.
- Johann Sebastian Bach (1685-1750) was kapelmeester in Anhalt-Köthen (1717-1723).
- Johann Friedrich Fasch (1688-1758) was kapelmeester vanaf 1722 in Zerbst.
- Johan Helmich Roman (1694-1758) was kapelmeester bij de Zweedse hofkapel
- Carlo Grua (ca. 1700-1773) was kapelmeester aan het hof van Mannheim onder Karel III Filips van de Palts.
- Carl Heinrich Graun (1704-1759) was sinds 1740 kapelmeester voor Frederik II van Pruisen
- Giuseppe Bonno (1711-1788) was kapelmeester voor de prins van Saksen-Hildburghausen in de jaren 1750 en 1760.
- Carl Philipp Emanuel Bach (1714-1788) was vanaf 1768 kapelmeester in Hamburg.
- Christoph Willibald Gluck (1714-1787) was kapelmeester vanaf 1754 voor Maria Theresia van Oostenrijk.
- Niccolò Jommelli (1714-1774) diende Karel Eugenius van Württemberg in Stuttgart van 1753 tot 1768.
- Joseph Haydn (1732-1809) was kapelmeester van de vorsten Esterházy in Eisenstadt en Fertöd van 1761 tot 1790.
- Johann Georg Albrechtsberger (1736-1809) was kapelmeester aan de Stephansdom in Wenen.
- Michael Haydn (1737-1806) was kapelmeester te Großwardein en, beginnende in 1762, in Salzburg.
- Carl Ditters von Dittersdorf (1739-1799) was kapelmeester voor de prins-bisschop van Breslau van 1770 tot 1795.
- Andrea Luchesi (1741-1801) was kapelmeester aan het hof van Bonn van 1774 tot 1794.
- Giuseppe Giordani (1751-1798) was vanaf 1791 maestro di cappella in de kathedraal van Fermo.
- Joseph Martin Kraus (1756-1792) was kapelmeester aan het hof van Gustaf III van Zweden in Stockholm van 1781 tot 1792.
- Johann Nepomuk Hummel (1778-1837) was vanaf 1804 zeven jaar lang  kapelmeester aan het hof van de familie Esterházy als opvolger van Joseph Haydn.